# Didier Guyot
 (avril 2013).
Si vous disposez d'ouvrages ou d'articles de référence ou si vous connaissez des sites web de qualité traitant du thème abordé ici, merci de compléter l'article en donnant les références utiles à sa vérifiabilité et en les liant à la section « Notes et références ».
Didier Guyot, né le 28 juin 1957 à Rouen, est un musicien français.

## Biographie
Didier Guyot est né le 28 juin 1957 à Rouen en Normandie dans une famille fortement imprégnée de musique. À l’âge de neuf mois, il arrive au Havre où son père vient travailler. Il côtoie donc dès sa plus jeune enfance le monde portuaire et cosmopolite de cette ville maritime. Cette influence prépondérante dans sa vie ne le quittera plus.
Après un baccalauréat littéraire, il se destine à des études de droit afin de devenir avocat. Mais le virus musical l’a entre-temps contaminé de manière irrémédiable. En effet en 1972, à l’écoute de l’album enregistré à l’Olympia d’Alan Stivell, il découvre la musique dont il rêvait depuis ses jeunes années. Attiré depuis toujours par les sonorités modales, il a enfin trouvé sa voie artistique et professionnelle. Il fait cohabiter pendant un temps des études supérieures et cette passion musicale révélée. À partir de 1980, il décide de se consacrer uniquement à son activité musicale.

## Carrière
Son premier contact avec la musique remonte à sa plus petite enfance quand le dimanche après-midi dans la demeure familiale rouennaise, son grand-père paternel joue de l’harmonium. La fascination opérée par la maîtrise d’un instrument de musique va rester enfouie des années avant de ressurgir à l’adolescence. Au lycée, en classe de quatrième, il va monter un duo éphémère (piano, percussion) pour accompagner une pièce de théâtre jouée par ses camarades. En 1973, il commence à travailler le tin whistle irlandais en autodidacte. Puis vient l’apprentissage de la guitare en 1975, immédiatement suivi par une initiation au dulcimer. Quelques mois après, il monte sur scène pour son premier concert, au sein d’un duo (Perig ha Denez). À l’automne 1976, il est sollicité pour former un groupe de folk sous la forme d’un trio (Adage), fortement inspiré par Malicorne. Durant un an et demi, il va sillonner la Normandie, de MJC en festivals. Début 1978, il quitte le groupe et part accompagner Jean-Luc Malandain, chanteur havrais dans la veine de François Béranger.

### Débuts professionnels
À partir de 1980, il entreprend une carrière solo professionnelle qui va le mener vers une conception progressive de sa musique, là encore fortement influencée par la démarche d’Alan Stivell et le folk-rock anglais. En 1981, sort son premier album Jeanne du diable, où il tente de présenter une synthèse de ce qu’il joue à cette époque. Il est accompagné de musiciens issus de la scène progressive rock havraise des seventies. Il tourne également seul sur scène en France et à l’étranger (Irlande en 1983). En 1983, il estime avoir atteint les limites de sa démarche autodidacte et entreprend un cycle de formation classique. Durant 15 ans, il va étudier la théorie, l’écriture, la flûte et le chant.
En 1985, il enregistre un deuxième album Visages où il joue tous les instruments à l’exception du violon. Cet album, essentiellement acoustique, dégage une atmosphère intimiste. Tout en continuant ses activités de guitariste chanteur résolument dans la lignée de Gabriel Yacoub et Martin Carthy, il commence à s’intéresser à une démarche intégrant la participation et la mise en scène de choristes à l’occasion de créations ponctuelles. À l’occasion de la célébration du bicentenaire de la révolution française en 1989, sort un 45T Liberté, réalisé avec la participation de plusieurs centaines d’enfants choristes réunis pour l’évènement. C’est le début de concepts collectifs qu’il développera quelques années plus tard. En juillet 1990, il travaille à la création d’un spectacle « son et lumière » intitulé La Vallée des brumes à La Chapelle-d'Abondance en Haute-Savoie, où il met en scène plusieurs centaines d’enfants, chevaux, cavaliers, retraçant l’histoire fictive d’émigrants, découvreurs d’une vallée alpestre.
Durant toute cette période, à la suite de la rencontre de Gabriel Yacoub en 1985, il songe à la conception d’un dulcimer électrique, intégrant toutes les possibilités du jeu de la guitare. En 1992, il présente le 1er prototype diatonique du « dulcitare », instrument hybride de dulcimer et de guitare. Deux autres modèles (chromatique midi et chromatique à archet) suivront en 1995.
À partir de 1993, il affectionne particulièrement les rencontres insolites et réunit quarante musiciens et choristes sur scène à l’occasion de certains de ses concerts. Le single Soleil d’hiver sort en 1994 et illustre le début d’une période d’utilisation régulière de cornemuses écossaises dans bon nombre de titres de son répertoire. En 1996, il rencontre Alan Stivell qui le conforte dans la poursuite d’une démarche musicale originale et personnelle. Cette même année, il sort l’album Barock’n roll voyage et se produit au festival interceltique de Lorient. Il participe et conçoit le spectacle final « Banlieues percutantes » avec la participation de plusieurs centaines de jeunes percussionnistes de Haute-Normandie où il mêle pour la première  fois, musique africaine et musique celtique. Le titre Chetyah, écrit spécialement pour cette création, sort sur un single l’année suivante.
En parallèle, il démarre une collaboration scénique avec les « Tambours de Brazza » à partir de 1997 qui le conduira tout naturellement à la conception du collectif Keltiafrica en 1999. En août 1999, il met en scène Les Celtitudes africaines, spectacle réunissant plusieurs centaines de musiciens, danseurs, chanteurs, rappeurs et qui constitue le véritable démarrage d’une série de créations scéniques consacrées aux rencontres métissées. Avril 2000 voit le 1er concert de « Keltiafrica » qui ne porte pas encore ce nom, avec la présence de Gilles Servat sur la scène du Théâtre de l’Hôtel de Ville au Havre. L’album éponyme est enregistré durant l’été mais ne sortira que quatre ans plus tard. Cette réalisation réunit autour de Didier Guyot, quarante artistes dont Gilles Servat, Doudou Ndiaye Rose, Papa Wemba, Djeli Moussa Diawara, Bruno Le Rouzic, les Tambours du Congo et le bagad Kemperle. Entre 1999 et 2005, le groupe tournera sur scène avec des formules à géométrie variable (entre six et quinze musiciens).

### Patchwork ultime
En juin 2001, Quand les musiques s’emmêlent, une nouvelle création scénique protéiforme voit le jour au Havre, mettant en scène en guise de final, l’alléluia du Messie de Haendel joué simultanément par un orchestre d’harmonie, un chœur lyrique, un ensemble de percussions africaines, un groupe de rock métal, un ensemble d’accordéons, un chanteur de thrash metal ainsi que des rappeurs et des danseurs de break dance.
La période 2001–2005  lui permet de faire tourner Keltiafrica sur scène et de se consacrer à l’écriture de textes et de musiques, façon « chanson world ». En 2006, une nouvelle commande va lui donner l’occasion de renouer avec une pratique qu’il maîtrise avec plaisir : Souffles métis, vaste patchwork haut en couleur métissé. Le thème du vent l’incite à faire jouer simultanément, un didgeridoo, un ensemble de trompes de chasse et un guitariste de blues rock durant l’un des tableaux de cet enchaînement disparate et cependant d’une cohérente homogénéité. L’année 2010 verra deux nouvelles créations scéniques collectives sur une thématique irlandaise (Celting Potes et Image in Eire), prétextes à de nouvelles confrontations artistiques expérimentales.

### Retour à la tradition
En 2007, il crée l’ensemble « Gas O’ Lynn » (danse et musique irlandaise) avec le violoniste Marc Prévost, rencontré quatre ans auparavant. Cette formule lui offre la possibilité de revenir à ses premières amours et d’incorporer au répertoire du groupe des compositions inédites, commises au fil d’un parcours éclectique.
De la fin 2006 au printemps 2008, il écrit des musiques et des textes beaucoup plus introspectifs, démarche de création intimiste pour reprendre le chemin de la scène en solo, en privilégiant les petits espaces de diffusion. Sa source d’inspiration se trouve alors dans les lieux de son enfance (le port, les grues, le pavé, la rue) qu’il revisite régulièrement pour parvenir à une restitution artistique d’ambiances portuaires solitaires dont il est imprégné depuis son plus jeune âge. Ces  titres sont destinés pour certains à servir d’illustration sonore à une série d’images du photographe havrais Jacques Basile pour qui il éprouve une complémentarité artistique certaine. Comme aboutissement de cette démarche, une exposition ainsi qu’un livre intitulés Une autre ville bleue ont vu le jour en décembre 2011. Le  premier concert, donné au milieu d’une exposition des photographies extraites du livre a eu lieu en mai 2012 au château de Flers lors de la « nuit des Musées ».

### Performances didactiques
Il travaille également à la diffusion d’une vulgarisation de la musique traditionnelle irlandaise au XVIIIe siècle à travers une conférence présentant les caractéristiques générales de cette musique et plus particulièrement le répertoire du harpeur[Quoi ?] Turlough O'Carolan, accompagné d’une harpiste. Il intervient régulièrement dans des médiathèques, espaces culturels, établissements scolaires demandeurs afin de présenter cette démarche au jeune public.
Depuis 1993, il enseigne les musiques du monde au sein du conservatoire Arthur-Honegger au Havre et plus spécifiquement la musique traditionnelle irlandaise à travers la pratique des whistles, de la flûte traversière en bois et du bodhran.

### Projets
Didier Guyot s’oriente de plus en plus vers une expression artistique mêlant des médias aussi divers et complémentaires que la musique, le texte, l’image fixe et animée, les arts plastiques. Et s’il reste un performer inassouvi sur scène, il affectionne tout autant l’ombre de la mise en lumière des autres pour mieux s’exprimer à travers des savoirs – faire, empruntés à ceux qu’il met en valeur, le temps d’une éphémère osmose. Cette démarche baptisée « créations collectives éphémères », lui permet de réaliser de multiples expériences en matière de confrontations esthétiques, allant au-delà des repères habituels.
Il lui reste à concrétiser l’album et la création sur scène du concept Une autre ville bleue pour lequel il compte s’entourer de quelques références artistiques de la chanson, du rock et de la musique celtique. À la suite de cette étape, il envisage l’écriture d’un nouvel ouvrage déjà en préparation, combiné à un album qui lui permettront de révéler au public une autre facette de l’artiste protéiforme qu’il est malgré lui.
Les années qui passent lui apportent une inspiration de plus en plus dictée par l’écriture et la photographie qui sont en train de devenir des vecteurs d’expression aussi importants que la musique.

## Discographie
- 1981 : Jeanne du diable – album 33 T – Savas Prod
- 1985 : Visages – album – K7 – Savas Prod
- 1989 : Liberté – single – 45 T – Bateau bleu Production
- 1994 : Soleil d’hiver – single – CD – Bateau bleu production
- 1996 : Barock’n roll voyage – album – CD – Bateau bleu Production
- 1998 : Chetyah – single – CD – Bateau bleu Production
- 2004 : Keltiafrica – album – CD – Bateau bleu Production